# Sebastião Costa da Silva
Sebastião Costa da Silva (Divino, 12 de julho de 1949) é um professor, advogado e político brasileiro do estado de Minas Gerais, filiado ao Partido Popular Socialista (PPS). Foi prefeito de sua cidade natal e deputado estadual em Minas Gerais.
Sebastião Costa foi eleito para a 12ª legislatura (1991 a 1995) pela primeira vez, sendo reeleito para a 13ª legislatura (1995 a 1999) e 14ª legislatura (1999 a 2003). Na 15ª legislatura, Sebastião Costa atuou como suplente (4 de janeiro de 2005 a 1 de fevereiro de 2007), substituindo Bilac Pinto (4 de janeiro de 2005 a 30 de março de 2006), Ermano Batista (31 de março a 31 de dezembro de 2006) e Elbe Brandão (2 de janeiro a 31 de janeiro de 2007).